# سي. فوكس سميث
سي. فوكس سميث (بالإنجليزية: C. Fox Smith)‏ (1 فبراير 1882، ليمم في المملكة المتحدة - 8 أبريل 1954)؛ كاتِبة وشاعرة بريطانية.

## روابط خارجية
- سي. فوكس سميث على موقع ميوزك برينز (الإنجليزية)